# Сідні Пуатьє
Сер Сідні Пуатьє (англ. Sidney Poitier, 20 лютого 1927 — 6 січня 2022) — перший американський темношкірий актор, що отримав «Оскар» за найкращу чоловічу роль («Польові лілії»/«Lilies of the Field», 1963 рік), згодом дипломат.

## Біографія
Народився у Маямі від багамських батьків, дитинство провів на острові Кет і на Нассау, до США знову потрапив у 15-річному віці. Попри сильний багамський акцент, Пуатьє набув славу найкращого чорношкірого актора Америки, граючи у таких постановках, як «Поргі та Бесс».
За цим пішли фільми, у яких він грав нарівні з білими акторами (наприклад, «Не схилили голови» з Тоні Кертісом, 1959).
Під час боротьби негрів за свої права Пуатьє став першим чорношкірим актором, гонорари якого не поступалися заробіткам білих («Вчителю з любов'ю», 1967).
Наприкінці 1960-х років Пуатьє бере участь у кількох відомих фільмах на теми расової ненависті та забобонів («Вгадай, хто прийде на обід», «Задушливою південною ніччю»). В останньому фільмі Пуатьє зіграв у ролі свого найуспішнішого персонажа, Верджіла Тіббса, детектива з Філадельфії. Пізніше до фільму вийшли два продовження «Мене звуть Містер Тіббс» (1970) та «Організація» (1971)
У 1970-і роки переважно займався режисурою. 1973 року у нього народилася дочка Сідні Тамія Пуатьє, відома за роллю у фільмі К. Тарантіно «Доказ смерті».
1976 року одружився з канадською акторкою з литовсько-єврейським корінням Джоанною Шимкус, відомою за роллю Летиції Вайс у фільмі «Шукачі пригод» Робера Енріко. Після одруження акторка залишила кінематограф.

## Дипломатична кар'єра
У квітні 1997 року Пуатьє був призначений послом Багамських островів у Японії та займає цей пост до цього дня. Він також є постійним представником Багамських островів при ЮНЕСКО.

## Акторські роботи
- Останній муляр Америки (ТБ) (2001) Last Brickmaker in America, The… Henry Cobb
- Девід та Ліза (ТБ) (1998) David and Lisa… Dr. Jack Miller
- Шакал (1997) / Jackal — Картер Престон, заступник директора ФБР
- Протистояння (ТБ) (1997) Mandela and de Klerk… Nelson Mandela
- Вчителю з любов'ю 2 (ТБ) (1996) To Sir, with Love II… Mark Thackeray
- Тіхушнікі (1992) Sneakers — Дональд Криз
- Маленький Микита (1988) Little Nikita… Roy Parmenter
- Вогонь на поразку (1988) Shoot to Kill… Warren Stantin
- Вшанування артиста (1979) Paul Robeson: Tribute to an Artist… Narrator, озвучка
- Частина грошей (1977) A Piece of the Action… Менні Даррелл
- Змова Вілбі (1975) Wilby Conspiracy, The… Shack Twala
- Суботній вечір на околиці міста (1974) Uptown Saturday Night… Стів Джексон
- Організація (1971) The Organization детектив Верджіл Тібс
- Із Монтгомері в Мемфіс (1970) King: A Filmed Record… Montgomery to Memphis… оповідач
- Мене звуть Містер Тіббс (1970) They Call Me MISTER Tibbs!… Верджіл Тіббс
- Заради любові до плющу (1968) For Love of Ivy… Jack Parks
- Вгадай, хто прийде на обід (1967) Guess Who's Coming to Dinner… Dr. John Wade Prentice
- Спекотної ночі (1967) In the Heat of the Night детектив Верджіл Тібс
- Тонка нитка (1965) Slender Thread, The… Alan Newell
- Шматок блакиті (1965) A Patch of Blue… Gordon Ralfe
- Випадок з Бедфордом (1965) Bedford Incident, The… Ben Munceford
- Найбільша з коли-небудь розказаних історій (1965) Greatest Story Ever Told, The… Simon of Cyrene
- Кораблі вікінгів (1964) Long Ships, The… Принц Алі мансі
- Польові лілії (1963) Lilies of the Field… Homer Smith
- Паризький блюз (1961) Paris Blues… Eddie Cook
- Родзинка на сонці (1961) A Raisin in the Sun… Walter Lee Younger
- Поргі та Бесс (1959), $ 75 000 Porgy and Bess… Porgy
- Не схилили голови (1958) Defiant Ones, The… Noah Cullen
- Банда ангелів (1957) Band of Angels… Rau-Ru
- Щось цінне (1957) Something of Value… Kimani Wa Karanja
- На околиці міста (1957) Edge of the City… Tommy Tyler
- Міська окраїна (фільм)
- Шкільні джунглі (1955) Blackboard Jungle… Gregory W. Miller
- Заплач, улюблена країна (1951) Cry, the Beloved Country… Reverend Msimangu
- Виходу немає (1950), $ 3 000 No Way Out… Dr. Luther Brooks

## Премії та нагороди
- Срібний ведмідь за найкращу чоловічу роль на 3-му Берлінському кінофестивалі за роль у фільмі «Ті, що не схилили голів»
- Премія «BAFTA» за найкращу чоловічу роль 1958 — «Ті, що не схилили голів»»
- Премія найкращому акторові Сан-себастьянського кінофестивалю — «заради любові до плющу»
- «Оскар» за найкращу чоловічу роль — «Польові лілії»